# 5047 Занда
5047 Занда (5047 Zanda) — астероїд головного поясу, відкритий 2 березня 1981 року.
Тіссеранів параметр щодо Юпітера — 3,431.